# Polycarpaea poggei
Polycarpaea poggei là loài thực vật có hoa thuộc họ Cẩm chướng. Loài này được Pax miêu tả khoa học đầu tiên năm 1893.